# Haplostylus lobatus
Haplostylus lobatus is een aasgarnalensoort uit de familie van de Mysidae. De wetenschappelijke naam van de soort is voor het eerst geldig gepubliceerd in 1951 door Nouvel.